# 六日町
六日町（日语：／ Muika machi */?）是位于新潟縣南部、南魚沼郡的一町。2004年11月1日，與南魚沼郡的大和町合併為南魚沼市。